# Tingena maranta
Tingena maranta är en fjärilsart som först beskrevs av Edward Meyrick 1886a.  Tingena maranta ingår i släktet Tingena och familjen praktmalar. Inga underarter finns listade i Catalogue of Life.